# 袜形豹蛛
袜形豹蛛（学名：Pardosa soccata）为狼蛛科豹蛛属的动物。在中国大陆，分布于新疆等地。该物种的模式产地在新疆托里。